# اره‌ماهی درازدندان
اره‌ماهی درازدندان (نام علمی: Pristis pristis) نام یک گونه از خانواده اره‌ماهی است.